# 沃莱讷
沃莱讷（法語：Velaines，法語發音：[vəlɛn]）是法国默兹省的一个市镇，属于巴勒迪克区。

## 地理
沃莱讷（48°42'11"N, 5°18'6"E）面积10.71 平方千米，位于法国大東部大區默兹省，该省份为法国西北部内陆省份，北与比利时接壤，西接马恩省和阿登省，南至上马恩省和孚日省，东临默尔特-摩泽尔省。
与沃莱讷接壤的市镇（或旧市镇、城区）包括：维勒龙库尔、利尼昂巴鲁瓦、奥尔南河畔楠苏瓦、大楠村、巴鲁瓦地区特龙维尔。
沃莱讷的时区为UTC+01:00、UTC+02:00（夏令时）。

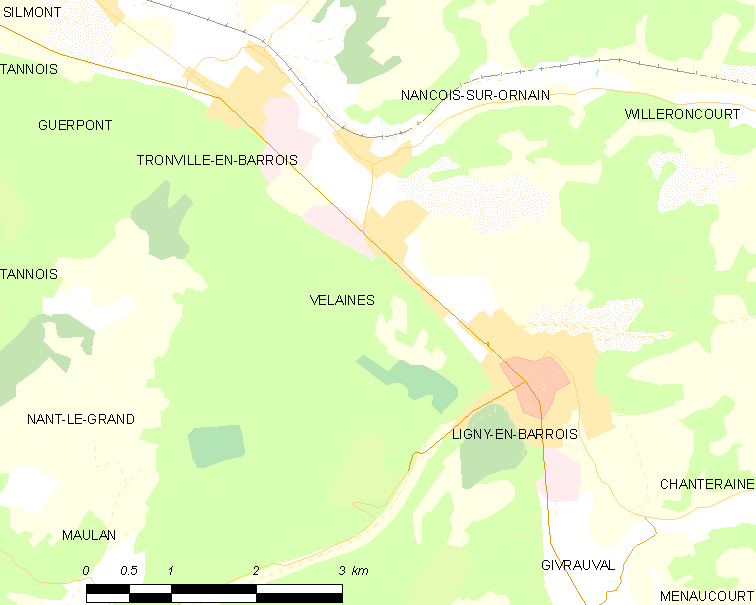
沃莱讷的OSM定位图

## 行政
沃莱讷的邮政编码为55500，INSEE市镇编码为55543。

## 政治
沃莱讷所属的省级选区为昂塞维尔县。

## 人口

1962-2008年间沃莱讷人口变化图示

沃莱讷于2022年1月1日时的人口数量为880人。